# Koori

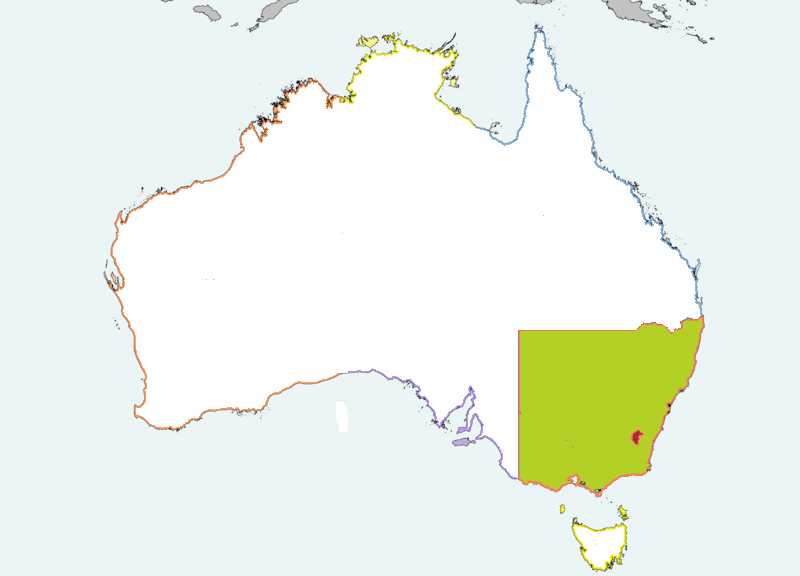
Zona d'Australia habitada pels koori

Els koori són una tribu indígena establerta al sud-est d'Austràlia. Són els descendents dels primers habitants de l'illa que van arribar-hi fa més de 60.000 anys.

## Geografia física

### Descripció física d'Austràlia
Austràlia té un paisatge relativament pla, tot i que té algunes muntanyes o serralades considerables. La major part del país és desert encara que a la zona est hi ha més variacions de terreny.
La zona més alta d'Austràlia és l'oriental on es troba la Gran Serralada Divisoria, al sud d'aquesta es
troba el mont més alt d'Austràlia el Mont Kosciuszko (2228 m.). Les terres baixes centrals tenen poques muntanyes altes, però la serralada Flinders a Austràlia del Sud n'és una excepció. La serralada de Flinders es troba a uns 1.100 km al nord d'Adelaida i s'estén per 800 km. La muntanya més alta és Santa Maria Bec (1.171 m).
L'altiplà occidental és una zona baixa i plana que ha estat erosionada durant un període de milions d'anys. Indicatiu d'això és la plana de Nullarbor. L'altiplà occidental és també la zona on s'hi acumulen més deserts. A causa dels corrents d'aigua freda a la costa d'Austràlia Occidental, aquesta regió és molt sec.
Alguns dels deserts en aquesta regió són el Desert de Gibson, Tanami, Canning i el Gran Victòria.
En resum, Austràlia és principalment una zona desèrtica tot i que hi ha excepcions com a la zona est on hi ha més accidents geogràfics i on s'hi acumulen els principals nuclis de població. Austràlia té una gran extensió i se’l considera gairebé un continent. Tot i la grandària no té grans canvis físics i tota ella és bastant igual.

### Descripció física de la zona habitada pels koori
Els koori habiten a la zona sud-est d'Austràlia, a les regions de Nova Gal·les del Sud i Victoria.
A la zona de Nova Gal·les del Sud s'hi distingeixen 3 regions:
- Costa: a la zona est, el paisatge és marítim i amb poques elevacions de terreny, hi abunden les platges.
- Regions muntanyoses: són les zones més elevades d'aquesta zona, hi ha la Gran Serralada Divisòria i el pic més alt de tot Austràlia el Mont Kosciuszko.
- Planes: dins d'aquestes s'hi distingeixen:
  - Planes destinades a l'agricultura
  - Planes àrides inhabitables (a l'extrem nord-occidental)

La zona de Victoria està delimitada pel mar a l'est i al sud, pel riu Murray al nord i per l'estat d'Austràlia del Sud a l'oest. Victoria té grans zones muntanyoses que superen els 2.000 metres d'altitud, però també té zones boscoses com les de Gippsland. Victoria és una regió molt plujosa.

### Clima del país
El clima australià és majoritàriament desèrtic i àrid, el 40% del país està cobert de dunes de sorra. Tan sols el sud-est i el sud-oest tenen un clima temperat i un sòl fèrtil. La zona nord del país té un clima tropical: part plujosa, part de praderia i part de desert. Les precipitacions són molt variables, amb freqüents sequeres. El 2005, un estudi que van realitzar uns investigadors australians i nord-americans sobre la desertificació de l'interior suggeria l'explicació de les cremes realitzades pels colons humans de fa 50.000 anys podria haver evitat que un tipus de vent que es produeix a unes zones d'Australia arribés també a l'interior el que va afectar notablement el clima actual.
Clima de la zona habitada pels koori
El clima de Nova Gal·les del Sud és temperat, es caracteritza per estius calorosos i secs i hiverns freds i humits. Al llarg de la costa la majoria de pluges es concentren als mesos de gener i juny, la mitjana anual de precipitacions en aquesta zona és de 900-1200mm.
El clima de Victoria és el mateix que el de Nova Gal·les del Sud, estius calorosos i secs i hiverns freds i humits. Les precipitacions en aquesta zona però són inferiors però no escasses.

## Geografia humana

### Migracions dels Koori
Els aborígens australians van arribar a les terres del que avui coneixem com a Australia fa com a mínim 40.000 anys, hi ha experts que asseguren que ja en fa 60.000 però no es pot assegurar. Les migracions van tenir lloc en l'etapa del Plistocè, en aquella època el nivell del mar era més baix que l'actual i les illes d'Oceania estaven connectades per terra. El Plistocè és una etapa geològica que comprèn totes les glaciacions i que comença fa 2,59 milions d'anys i acaba fa 12.000 anys.
Fins al 1606, quan per primera vegada es pot afirmar que s'ha vist Austràlia, es considera que el territori australià encara està en la prehistòria perquè fins llavors no hi ha cap document escrit d'Austràlia. Hi ha diverses teories sobre el descobriment d'Austràlia que comportaria després les migracions per part dels europeus, avui en dia aquest fet és encara matèria de discussió entre els experts. Hi ha qui creu que els primers a mantenir contacte amb els aborígens australians i, per tant, en descobrir que aquest territori existia són els xinesos. Diuen tot i que els experts no hi estan d'acord que un famós explorador xinès, Zheng va vorejar la costa oest d'Austràlia l'any 1421. El primer signe que era possible l'existència d'Austràlia es troba al voltant del 1300, quan Marco Polo cita l'existència d'una terra al sud de la Xina, però no se sap del cert si ell tenia coneixement d'Austràlia. Durant un temps es va creure que el descobridor d'Austràlia havia sigut un navegant francès, Binot Paulmier de Gonneville, i així ho va reclamar ell durant molt de temps, ara aquesta teoria ha estat totalment descartada. Segons sembla, el 1503, Paulmier va viatjar direcció Brasil i el 1505 va tornar a port dient que havia trobat una terra a 6 setmanes en vaixell des del Cap de Bona Esperança.
El descobriment d'Austràlia se li atribueix a un navegant holandès anomenat Willem Janszoon que el 1606 va navegar pel golf de Carpenteria, tot i que també hi ha qui diu que va ser James Cook l'any 1770 qui la va descobrir.
La colonització a Austràlia va arribar al 1788 a mans britàniques, per part de Arthur Phillips. Uns anys abans, el 1779,Joseph Banks, un naturalista, havia suggerit la possibilitat de traslladar reclusos a les terres de Nova Gal·les del Sud i així eliminar el problema de superpoblació a les penitenciaries. Al cap de poc els nous colonitzadors van emigrar cap al nord, on la terra era més fèrtil i més productiva.
En les següents dècades els colons i els homes que hi volien fer negoci van començar a emigrar cap a Austràlia.
Però el que realment va canviar la història d'Austràlia va ser el descobriment de les mines d'or cap allà el 1850, aquest descobriment va portar una gran impuls a l'economia, hi va haver una allau d'immigrants, i els colons van fer fora violentament als aborígens de les seves terres per poder-les destinar a l'agricultura i a la mineria. Per culpa de l'arribada dels colons, els koori es van veure obligats a anar-se'n a altres llocs per poder sobreviure, a més, no tenien accés a les riqueses que la seva terra els oferia (terrenys de cultiu, zones de pesca i terres riques en recursos naturals), ja que aquesta era explotada pels colons. Es calcula que un 80% dels aborígens van morir durant el procés de colonització. Durant la colonització i la post-colonització els aborígens no van rebre cap mena de tracte de favor, un exemple és que, a part de treure’ls les seves possessions, els obligaven a firmar un contracte en angles, llengua que desconeixien, que els obligava a treballar sense sou i com a esclaus.
Van ser creades altres colònies. Per exemple: Austràlia del Sud(1836), Victòria (1851) i Queensland (1859). També es va crear la colònia d'Austràlia del nord però com a província d'Austràlia del Sud i la d'Austràlia occidental o oest.
Entre el 1840 i el 1868 la quantitat de nous immigrants convictes va disminuir (la gent que es traslladava des del Regne Unt fins a Australia perquè eren presos que no hi cabien a les presons d'Anglaterra).
Entre el 1860 i el 1900 van arribar encara més immigrants, principalment britànics però ja no presos i es va establir a Australia una àmplia classe mitjana i una petita burgesia de classe alta, tota aquesta societat estava formada, és clar, per immigrants britànics.
El 1900 les colònies es van organitzar i van formar un estat.
Durant la Primera Guerra Mundial molts Australians van anar a la guerra i molts d'ells van perdre la vida, uns 60.000.
A la Segona Guerra Mundial (aproximadament 1940) molts australians van tornar a marxar del país per anar un altre cop a la guerra. Els aborígens no van participar en aquests conflictes.
Amb tota la història de migracions que hi ha hagut a Austràlia, els aborígens, natius d'aquestes terres van perdre tot el que ells tenien des de feia mil·lennis en poques dècades. Encara avui reclamen el que es seu i viuen relegats en petites zones d'Austràlia en una lluita de supervivència de la seva identitat i les seves creences.

### Pobles amb els quals conviuen
A la zona on habiten els koori, Nova Gal·les del Sud i Victoria; també hi ha desenes de tribus diferents amb les quals ha de conviure i temps enrere encara havia de conviure amb més però amb el temps algunes s'han extingit.
Una de les tribus més importants amb les quals ha de conviure és la dels Guringai que viuen a Nova Gal·les del Sud. Al principi(1892) es va pensar que aquesta tribu vivia envoltada per unes altres tribus perquè un explorador John Freaser va fer uns estudis sobre les tribu i va arribar a aquesta conclusió però després es va descobrir que els Guringai eren una tribu més al voltant d'una gran tribu anomenada els Awabakal.
Els Gurungai tenen una cultura pròpia i una llengua anomenada la llengua dels guringai que comparteixen amb altres tribus de la zona. Aquesta tribu ha perdurat molt temps en aquesta zona i amb una gran importància sobre aquesta, ho demostren el fet que, per exemple, un parc nacional important el Ku-ring-gai Chase National Park porta el seu nom o un hospital, el Hornsby Ku-ring-gai Hospital, també porta el seu nom.
Una altra tribu important amb la qual conviuen els koori són els Kamilaroi que viuen al nord de Nova Gal·les del Sud, entre Tamworth i Goondiwindi. Els Kamilaroi també han sigut una població important dins d'aquesta zona i queda reflectit en que una autopista porta el seu nom: Kamilaroi Highway. Els Kamilaroi tenen una llengua pròpia anomenada Gamilaraay. Aquesta llengua demostra també una cultura i una geografia concreta, ja que tenen moltes maneres de dir rierol o lloc ple de rierols (bagaaybaraay i bagaaybila, respectivament).
Els koori també tenen un contacte directe amb la cultura occidental, predominant a tota Austràlia i sobretot a les grans ciutats. Des dels tractats entre la tribu koori i el Govern d'Austràlia, força recents, les relacions entre les dues parts ha estat força amistosa, ara, tots els nens koori poden accedir a un ensenyament, proporcionat pel Govern, com la resta d'australians. Un terç dels aborígens australians conviuen a les grans ciutats (165.800 persones).

### Físic dels Koori
És difícil fer una descripció en general de com són els koori perquè, a causa de la mescla de races, n'hi de moltes característiques diverses. Un altre fet que els fa difícils de descriure és que qualsevol persona pot ser koori si se'n sent, coneix la cultura, manté uns mateixos costums segons la seva cultura, coneix la llengua i té algun avantpassat.
Es caracteritzen, en general, per una estatura mitjana de 1.67m els homes i 10 cm menys les dones, la pell és tustada però també pot ser clara i el cabell negre i arrissat, ondulat o llis però mai estil cabell dels africans (a vegades els nens neixen rossos però el cabell se’ls acaba enfosquint amb el temps). Tenen força pèl, el paladar i les dents grans, els llavis gruixuts, la volta cranial baixa i els ulls i el començament del nas enfonsats. Tenen un tronc curt amb extremitats llargues. Una peculiaritat d'aquesta raça és l'absència de grup sanguini B. Són difícils de classificar en un grup racial conegut perquè tenen trets característics de diferents races.

### S'han extingit com a poble?
La raça dels koori continua existint, encara no s'han extingit, fa uns anys es temia molt la seva desaparició, ara, gràcies a una certa ajuda del Govern australià sembla que tenen més possibilitats de subsistir.

## Geografia econòmica
Els koori són clarament una tribu de caçadors - recol·lectors i la seva vida es basa principalment a conviure amb el medi ambient i explotar-lo per extreure’n els recursos necessaris. Cacen i recullen fruits i fins a l'arribada de l'home blanc no els va faltar aigua. Normalment es reparteixen la feina de la següent manera:
- La caça: homes
- Recol·lecció de fruits: dones i nens

Una vegada els nens creixen, aquests van a caçar juntament amb la resta d'adults mascles.
Són nòmades i sovint canvien de zona on viuen, sobretot durant les estacions seques, per a poder trobar més recursos. Coneixen enginyosos sistemes de cacera com l'ús de disfresses o reclams per a l'animal, són hàbils en la utilització d'armes de llançament com el boomerang o el propulsor (arma en forma de fus que té un extrem en forma de bola i l'altre en punta).

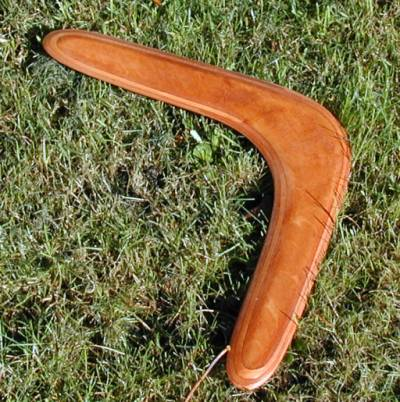
El boomerang, arma molt utilitzada en l'antiguitat per caçar

També s'obtenen els aliments de la pesca, tot i que és menys freqüent. Els peixos es pesquen amb les mans, amb llances o també amb hams, a vegades també s'enverinen les aigües per tal de matar als peixos i agafar-los després.
Una de les activitats bàsiques per a la subsistència de la tribu és la recol·lecció, principalment s'agafen fruits (baies), plantes i alguns fruits secs. Aquests fruits que es recol·lecten no s'utilitzen únicament per a l'alimentació, també són herbes medicinals molt efectives utilitzades segons receptes de fa més de 30.000 anys. Els aborígens australians també recullen les arrels de les plantes per fer un pa natiu d'allà que fan des de fa milers d'anys i que és molt ric en proteïnes i carbo-hidrats. Les dones tenen uns recipients especials anomenats coolamon fets segons tècniques molt antigues que tant poden servir per transportar aigua, fruita, o plantes com per a transportar als bebès quan encara no poden caminar.

### Relació amb el medi ambient
Els koori viuen en total harmonia amb el medi ambient, depenen totalment d'ell i és essencial per a la seva subsistència. La vida dels koori es basa a explotar els recursos que poden obtenir de la natura i quan aquesta no els proporciona els necessaris, canvien de lloc on viuen per a anar a trobar unes condicions més favorables per a la vida, cal dir però que els koori no fan grans migracions sinó que es mouen per unes zones determinades de tal manera que sempre que tornen a un lloc al cap d'un temps, s'han restituït els recursos que ells exploten.

### Relació amb el món occidental

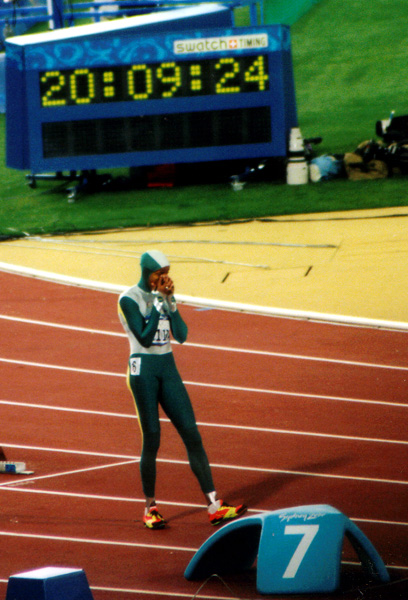
Cathy Freeman, una gran atleta aborigen que va triunfar en el món occidental

La relació de la tribu dels koori davant el món occidental ha canviat molt en els últims anys i encara ha canviat més si ens fixem en l'arribada dels anglesos que en aquell moment van exterminar a la majoria dels aborígens.
Actualment els aborígens compten amb una seguretat del 99,9% que ningú per qüestió de raça, creences, etc., voldrà exterminar-los, no com en l'antiguitat. Ara els koori mantenen una molt bona relació amb el Govern australià, reben moltes ajudes perquè puguin accedir a una sanitat millor i també formen part del mercat laboral occidental.
Cathy Freeman és un gran exemple de la integració real i complicada dels aborígens australians al món occidental. Cathy Freeman també és un símbol de superació perquè va aconseguir destacar en un món molt competitiu tot i els seus orígens, i els pocs recursos familiars.
Cathy és una persona que sent molt la seva terra nativa i així ho va demostrar quan va guanyar la medalla d'or als jocs olímpics de Sidney el 2000 on va mostrar a tot el món la bandera dels aborígens australians.